# Kodeks 0105
Kodeks 0105 (Gregory-Aland no. 0105), ε 45 (Soden) – grecki kodeks uncjalny Nowego Testamentu na pergaminie, paleografowie nie są zgodni co do jego wieku, INTF datuje ten kodeks na X wiek. Rękopis przechowywany jest w Austriackiej Bibliotece Narodowej (Suppl. Gr. 121) w Wiedniu . Tekst rękopisu jest cytowany we współczesnych wydaniach greckiego Nowego Testamentu.

## Opis
Do dziś zachowały się 4 karty kodeksu (32 na 24 cm) z tekstem Ewangelii Jana (6,71-7,46). Tekst pisany jest dwoma kolumnami na stronę, 24 linijek w kolumnie . Marginesy są szerokie, margines górny ma 4,5 cm szerokości, dolny 5,5 cm, boczne 4 cm szerokości, a przerwa między kolumnami wynosi 2 cm.
Pergamin jest gruby, atrament ma kolor jasnobrunatny. Litery są okrągłe lub kwadratowe, na końcu linii stosowane bywają małe litery. Stosuje inicjały (zdobione), przydechy i akcenty, zawiera błędy itacyzmu, brak przykładów iota adscriptum (jota dopisane). Pismo jest pisane w sposób ciągły, bez przerw między wyrazami. Rękopis zawiera noty liturgiczne na marginesie i tym samym został przystosowany do czytań liturgicznych.
Nomina sacra pisane są skrótami (ΙΣ, ΧΣ, ΠΝΑ, ΠΝΣ). Imię Mojżesz zapisywane jest na dwa sposoby: Μωσης i Μωσεως.
Tekst dzielony jest według Sekcji Ammoniusza, z odniesieniami do Kanonów Euzebiusza. Zawiera noty muzyczne (neumy).

## Tekst
William Hatch określił tekst rękopisu jako bizantyjski. Kurt Aland zaklasyfikował go do kategorii III (z wariantami kategorii V), co oznacza, że jest wynikiem wymieszania różnych tradycji tekstualnych, z bardzo silnym elementem tradycji bizantyjskiej. Nie zawiera licznych wariantów, wszystkie jego warianty tekstowe pojawiają się w innych rękopisach, co wynika stąd, że jest późnym rękopisem i był starannie kopiowany.
W J 7,8 przekazuje wariant ουπω αναβαινω (jeszcze nie pójdę), w czym jest zgodny z większością rękopisów. Kodeks Synajski, Bezy i Cypryjski przekazują wariant ουκ αναβαινω (nie pójdę). Współczesne wydania krytyczne stosują wariant ουκ αναβαινω.
W J 7,39 przekazuje wariant πνευμα αγιον (Duch Święty), w czym jest zgodny z rękopisami: Papirus Bodmer II, Regius, Waszyngtoński, f1, f13, minuskuł 33, a także z rękopisami tradycji bizantyjskiej. Papirus Bodmer XIV-XV, Kodeks Synajski, Cypryjski, Borgianus, Koridethi i inne przekazują wariant πνευμα (Duch). Współczesne wydania krytyczne stosują wariant πνευμα.

## Historia
Według Gregory’ego rękopis został nabyty we wschodniej części Azji Mniejszej lub Armenii. Według Porterów pochodzenie rękopisu jest nieznane, jakkolwiek dekoracje wskazywać mogą na egipskie pochodzenie. Paolo Orsini w oparciu o kształt liter ocenił, że rękopis powstał w południowych Włoszech. W nieznanych okolicznościach znalazł się w Wiedniu.
Nie ma zgody wśród paleografów co do wieku rękopisu, proponowane są daty od VII do XI wieku. Gregory datował fragment na VII wiek. Taką też datę podał William Hatch oraz Aland w 1963 roku, jednak w roku 1989 podał X wiek. Orsini datował na VIII wiek, a Porterowie na IX wiek. Obecnie INTF datuje go na X wiek .
Gregory podczas swej wizyty w Wiedniu (1887 rok) sporządził pierwszy jego opis rękopisu i umieścił go na liście rękopisów Nowego Testamentu. Początkowo był oznaczany przy pomocy siglum Wn. Hermann von Soden oznaczył go przy pomocy ε 45, a w 1908 roku Gregory dał mu siglum 0105. W 1909 roku Gregory opublikował jego tekst. William Hatch opublikował facsimile (folio 2 recto). Rękopis badali paleografowie Guglielmo Cavallo (1988) i Paolo Orsini (2005) .
Tekst rękopisu po raz pierwszy został wykorzystany w VIII wydaniu Nowego Testamentu Tischendorfa (Editio Octava Critica Maior). Jest wykorzystywany we współczesnych krytycznych wydaniach greckiego Nowego Testamentu.